# Estilet (informàtica)
|  | No s'ha de confondre amb Estil (punxó). |

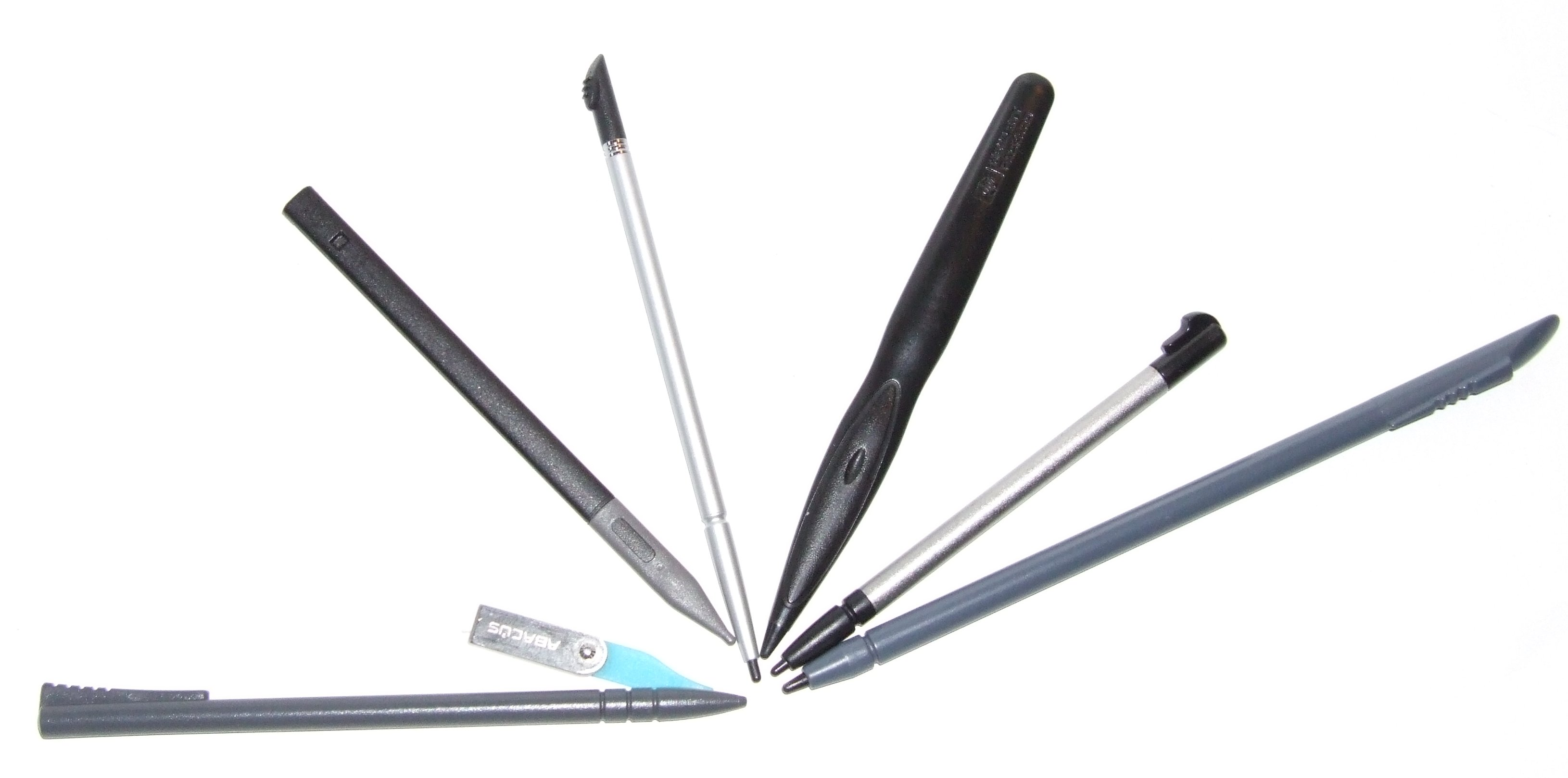
Diversos estilets; (L a R) de PalmPilot Professional, del PDA Fossil Wrist, de Nokia 770, d'Audiovox XV6600, HP Jornada 520, de Sharp Zaurus 5500, de Fujitsu Lifebook P-1032

En informàtica, un estilet (o estil), dit també llapis òptic, és un petit instrument en forma de llapis o bolígraf que s'utilitza per a introduir comandes a una pantalla d'ordinador, dispositiu mòbil o tauleta gràfica. Amb la pantalla tàctildels dispositius, l'usador col·loca l'estilet sobre la superfície de la pantalla per a dibuixar o fer seleccions. D'aquesta manera, l'estilet es pot utilitzar en lloc d'un ratolí o dispositiu apuntador, una tècnica comunament dita ploma de computació. Tenen el seu origen en els estils o punxons per escriure sobre superfícies blanes.
Els llapis digitals són dispositius d'entrada més grossos que un estilet, i que ofereixen una funcionalitat augmentada com botons programables, sensibilitat de pressió o esborrador electrònic.

## Descripció
L'estilet és el dispositiu d'entrada primari per als organitzadors personals. És utilitzat en les consoles de jocs de vídeo portàtils com la DS de Nintendo i 3DS, i la maneta de joc de laWii U. Alguns smartphones, com els telèfons Windows Mobile 2003, requereixen un estilet per a una introducció acurada. Tanmateix, els dispositius que presenten el multitàctil esdevenen més populars que els que van amb estilet; L'estilet capacitiu, diferent de l'estilet corrent, pot ser utilitzat per a dispositius tàctils com l'iPhone o altres telèfons, tauletes i computadores.). També el l'estilet-bolígraf s'empra per a la famosa sèrie dels Galaxy Note de Samsung Electronics.
Les tauletes gràfiques utilitzen un estilet que conté circuits (alimentat per bateria o que opera passivament per canvi d'inductància), per a permetre botons multifunció al barril de la ploma o del llapis per tal de transmetre accions de l'usador a la tauleta. La major part de les tauletes detecten diversos graus de sensibilitat a la pressió, p. ex., per a utilitzar-los en un programa de dibuix a fi de variar el gruix de la línia o la densitat de la color.
Més enllà del costat del mecanisme d'entrada, hi ha hagut una necessitat de sortida física del llapis. Recentment, s'han proposat noves interfícies basades en llapis per a simular les sensacions físiques realistes en superfícies digitals (per exemple, ordinador de la tauleta, telèfon, etc.) amb l'objectiu de permetre als usuaris de simular una escriptura analògica, per exemple, RealPen Project.
El primer ús d'un stylus en un dispositiu d'informàtica va ser el Styalator, una demostració del qual feu Tom Dimond el 1957.

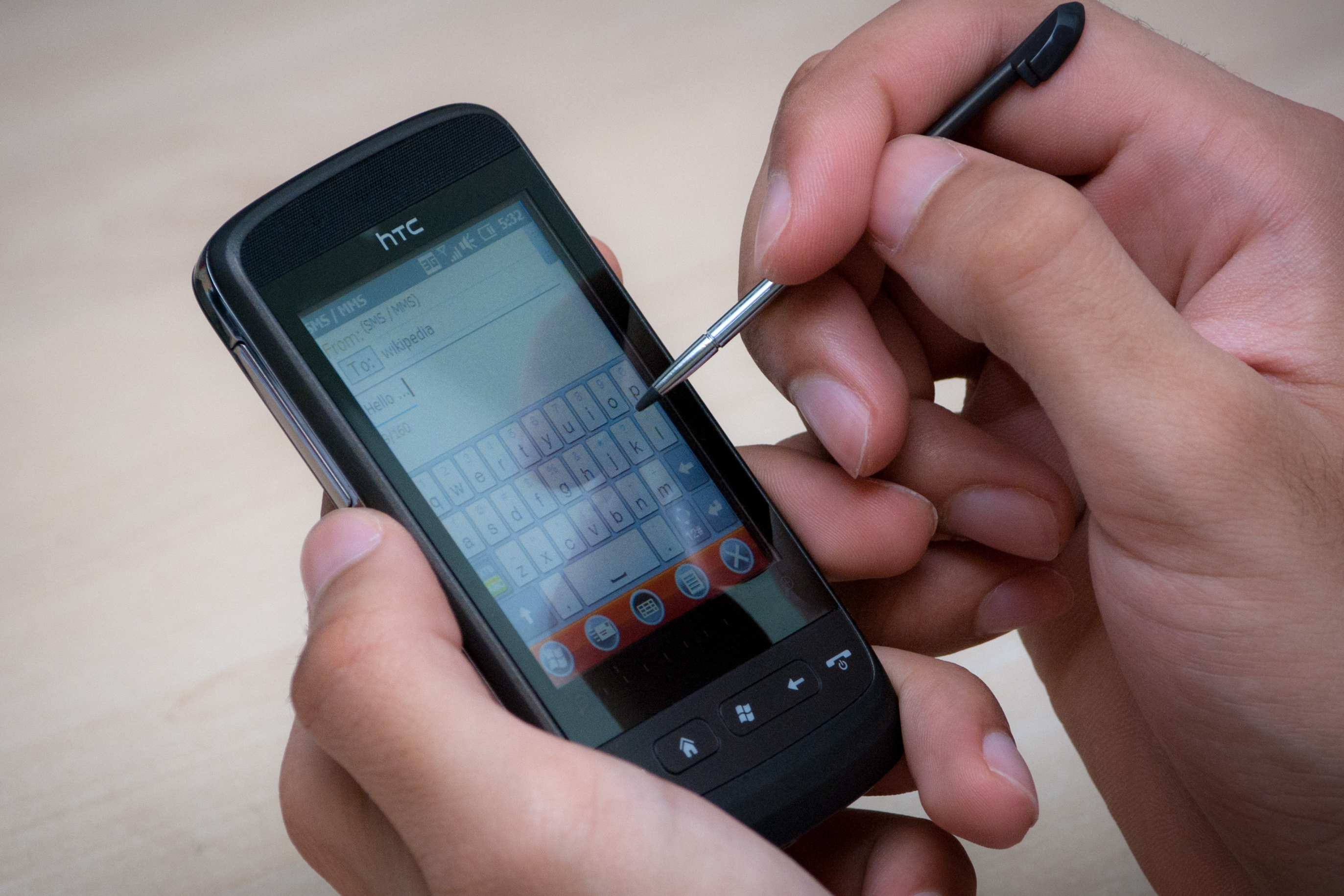
Un smartphone emprat amb un estilet.
Telèfon tauleta Samsung Galaxy Z, que incorpora un estilet tipus S-Pen
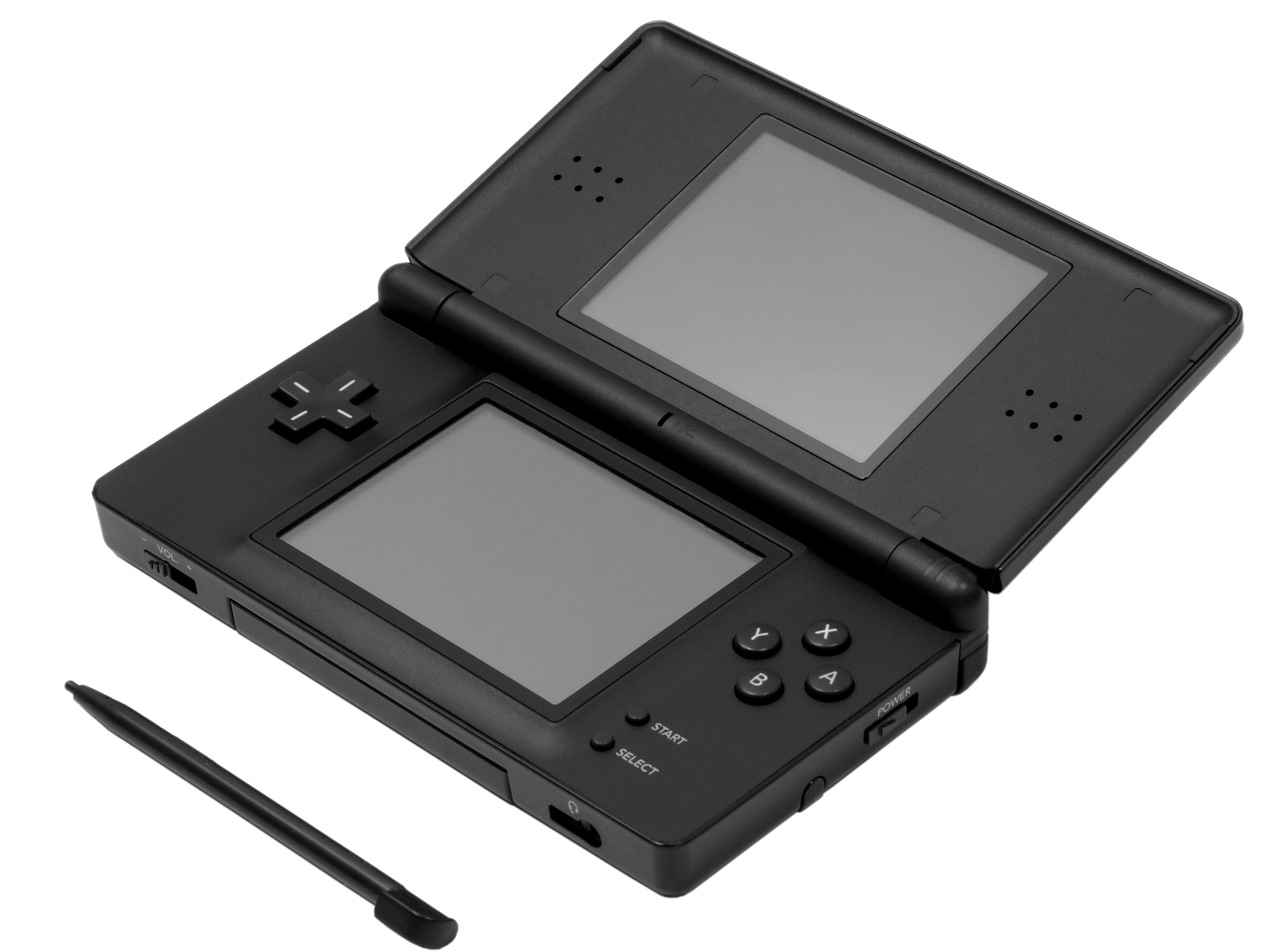
Un Nintendo DS amb el seu estilet.